# Тапия, Раймель
Раймель Антонио Тапия Линарес (исп. Raimel Antonio Tapia Linarez; 4 февраля 1994, Сан-Педро-де-Макорис) — доминиканский бейсболист, аутфилдер клуба Главной лиги бейсбола «Торонто Блю Джейс».

## Карьера
В 2010 году Тапия подписал контракт с «Колорадо Рокиз» в статусе международного свободного агента. В 2013 году выступал в составе Гранд-Джанкшен Рокиз, был признан лучшим игроком июля в Лиге пионеров. На протяжении двадцати девяти игр подряд он делал как минимум один хит. По итогам сезона Тапия был признан Самым ценным игроком лиги.
После завершения сезона 2015 года «Рокиз» включили Раймеля в расширенный состав команды. Сезон 2016 года Тапия начал в AA-лиге в составе «Хартфорд Ярд Гоутс», в июне его пригласили на Матч всех звёзд будущего. В августе клуб перевёл Тапию в AAA-лигу в состав «Альбукерке Изотопс». 2 сентября 2016 года он был вызван в основной состав «Рокиз» и дебютировал в МЛБ.
В регулярном чемпионате 2021 года Тапия был основным левым аутфилдером команды, сыграв на этой позиции 118 из 133 проведённых матчей. После окончания сезона клуб подписал контракт с Крисом Брайантом, претендовавшим на это же место. В марте 2022 года «Колорадо» обменяли Тапию и игрока фарм-системы Адриана Пинто в «Торонто Блю Джейс», получив аутфилдера Рэндала Гричака и денежную компенсацию.